# Success Is Certain
Success Is Certain è il quinto album in studio del rapper statunitense Royce da 5'9", pubblicato nel 2011.

## Tracce
1. Legendary (featuring Travis Barker) – 4:49
2. Writer's Block (featuring Eminem) – 4:35
3. Merry Go Round – 2:40
4. Where My Money – 3:14
5. ER (featuring Kid Vishis) – 2:54
6. On the Boulevard (featuring Nottz & Adonis) – 3:47
7. I Ain't Coming Down – 3:44
8. Security – 3:39
9. Second Place – 3:46
10. My Own Planet (featuring Joe Budden & Mr. Porter) – 3:36
11. I've Been Up, I've Been Down – 4:13